# Parco nazionale di Sehlabathebe

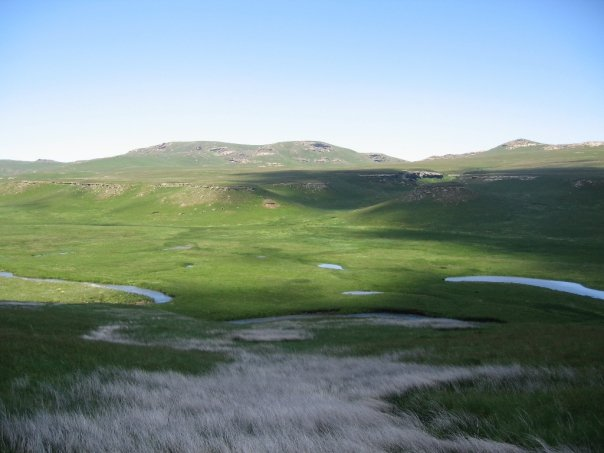
Prateria del Parco nazionale di Sehlabathebe, dicembre 2008.

Il Parco nazionale di Sehlabathebe si trova sui Monti Maloti nel distretto di Qacha's Nek, nello stato africano del Lesotho. È parte di un'area di conservazione naturalistica nota come Maloti-Drakensberg Transfrontier Conservation Area.
Il parco fu fondato l'8 maggio 1969 per preservarne sia la biodiversità ospitata, sia la cultura locale. L'ecosistema del parco è inoltre un'importante fonte di acqua per il Lesotho, il Sudafrica e  la Namibia.

## Patrimonio dell'umanità
Nel 2013 il parco è stato aggiunto alla lista UNESCO del Patrimonio dell'umanità insieme al parco sudafricano uKhahlamba - Drakensberg, con il nome di Area di conservazione transfrontaliera Maloti-Drakensberg.